# Haicheng
Haicheng léase Jái-Cheng (en chino:海城市, pinyin:Hǎichéng shì, lit:ciudad mar) es un municipio  bajo la administración directa de la ciudad-prefectura de Anshan. Se ubica en la provincia de Liaoning , noreste de la República Popular China . Su área es de 2734 km² y su población total para 2010 fue cerca a los 1,3 millones de  habitantes.

## Administración
El municipio de Haicheng se divide en 27 pueblos que se administran en 6 subdistritos y 21 poblados.